# Rinaldo degli Albizzi
Rinaldo degli Albizzi (Florencia, 1370-Ancona, 1442) fue un noble italiano, miembro de la familia florentina de los Albizzi.

## Biografía
Rinaldo degli Albizzi era hijo de Maso degli Albizzi, el líder de la facción oligárquica que controlaba de facto el gobierno de la República de Florencia.
A la muerte de su padre en 1417, Rinaldo, heredó una sólida posición económica y política. El liderazgo de la reinante oligarquía fue repartido entre Rinaldo, Palla Strozzi y Niccoló da Uzzano.
Después de la revuelta volterrana contra Florencia de 1428, Rinaldo degli Albizzi fue enviado para 'rescatar' Volterra de los rebeldes dirigidos por Giovanni di Contugi y los priores. Tras ello, incitó al condotiero Niccolò Fortebraccio a "atacar a los luccanos con la excusa de alguna disputa ficticia", acción que llevó a los florentinos a la conquista de Lucca, que se tornó en fracaso en 1433. Durante esta campaña, Rinaldo fue acusado de intentar aumentar su riqueza a través del saqueo, por lo que se le acabó destituyendo y retornando a Florencia.
Más tarde, en los años 1430, Rinaldo atemorizado por la creciente influencia política de Cosme de Médici decidió acabar con la facción Médici, sin embargo su colega Niccoló da Uzzano impidió cualquier ataque a Cosme y sus simpatizantes. A la muerte de este en 1431, Rinaldo convenció a varios nobles prominentes (entre ellos Palla Strozzi) a resistirse a Cosme de Médici, quien temía se estaba volviendo demasiado poderoso. Así, Rinaldo ayudó a Bernardo Guadagni, candidato a una posición entre los Signori, a pagar sus deudas, que le descalificaban para el cargo. Guadagni fue nombrado confaloniero de justicia, y a través de él, Rinaldo encarceló a Cosme en el palacio de gobierno (Palazzo Vecchio) acusándolo de desfalco. Mediante un breve juicio, Cosme fue sentenciado a 20 años de destierro de Florencia.
Sin embargo, al año siguiente se eligió en la Signoria un gobierno favorable a los Médici recibiendo el permiso de regresar a Florencia. Rinaldo vio como el poder se le escapaba de la manos e intentó atacar el Palazzo Vecchio y sostenerse mediante las armas pero fue vencido.
Cosme regresó con aclamación popular y Rinaldo tuvo que exiliarse esta vez, muriendo en Ancona.

## En la cultura popular
Rinaldo degli Albizzi es interpretado por el actor Lex Shrapnel en la primera temporada de la miniserie Medici: Masters of Florence.

## Sucesión
| Predecesor: Niccoló da Uzzano (de facto) | Señor de Florencia (de facto) 1431 - 1434 | Sucesor: Cosme de Médici |